# 安德烈·亞斯林斯基
安德烈·亞斯林斯基（1715年9月—1783年1月）是一位斯洛伐克（當時屬於匈牙利王國）早年的物理學教科書作家。他所著作的教科書包含《普通物理學》（Physica Generalis，1756年/1761年）和《特殊物理學》（Physica Particularis，1756年/1761年）等。

## 生平

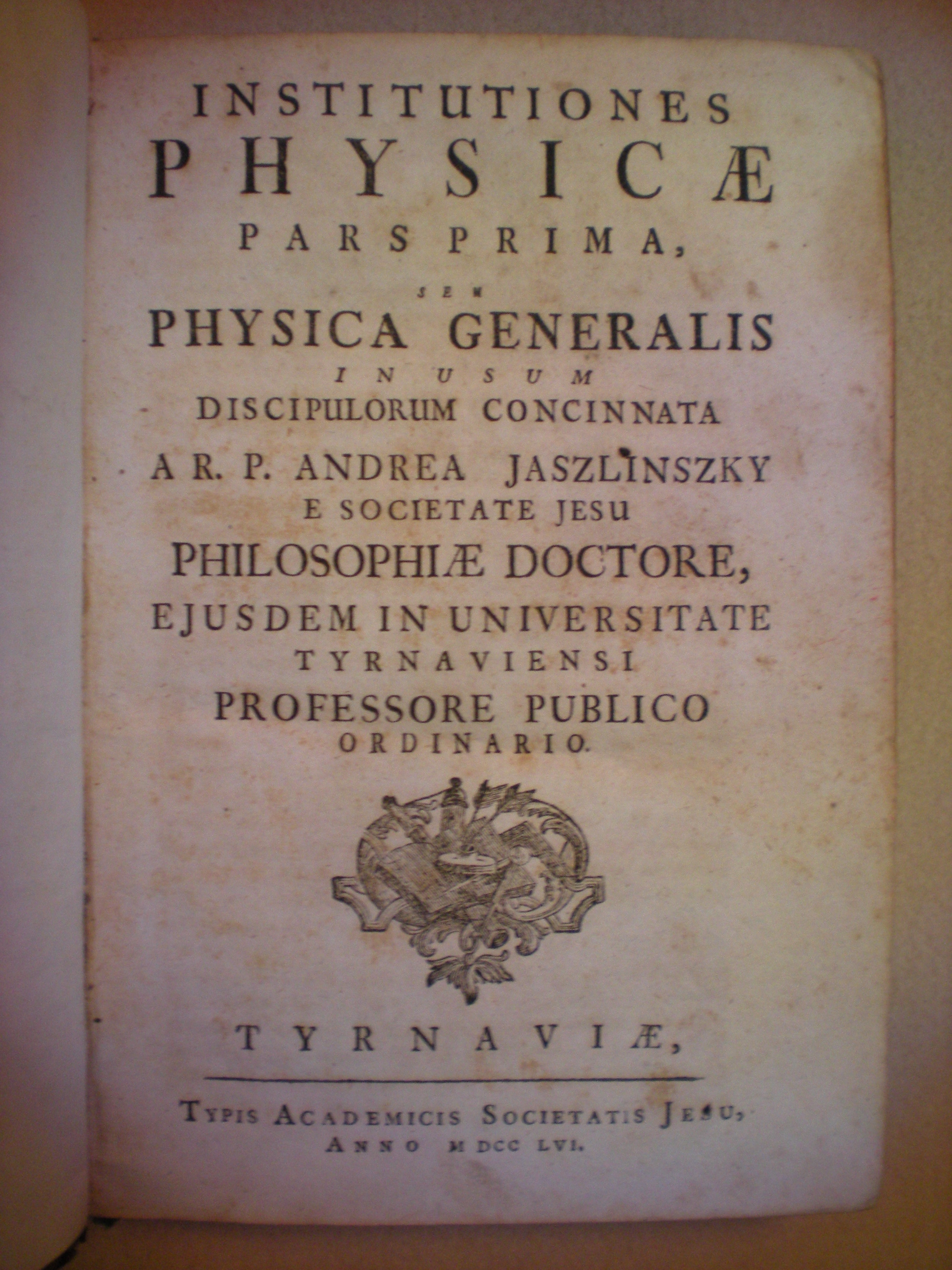
《普通物理學》，1756年

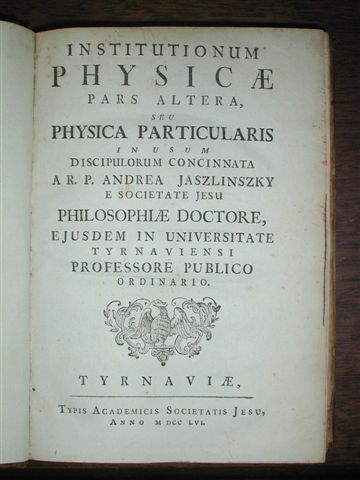
《特殊物理學》，1756年

安德烈·亞斯林斯基於1715年9月生於匈牙利王國的阿包伊西納（今斯洛伐克科希策郊區塞尼亞村）。1733年10月，亞斯林斯基於特倫欽加入了耶穌會，他在匈牙利王國的特尔纳瓦大学（現屬斯洛伐克）任教哲學、形上學、歷史、倫理學、物理學和神學課程，並以教授的身份出版了他的物理課本。當時的特尔纳瓦大学是東歐主要的耶穌會大學之一，也是匈牙利王國唯一的大學。《普通物理學》和《特殊物理學》的出版可歸因於維也納哈布斯堡統治者瑪麗亞·特蕾莎於1753年的命令，該命令要求每位教授均須撰寫課本而非口頭授課，這導致了亞斯林斯基等人的作品數量大增。亞斯林斯基於1771年擔任大學校長，而在1773年耶穌會遭到鎮壓後，他成為羅茲尼歐的法政牧師。他也是耶穌會科學家約翰·巴蒂斯特·霍瓦特、利奧波德·比瓦爾德和約瑟夫·雷德哈默的同代人。
這些由亞斯林斯基以拉丁文寫成的物理教科書中，每本都含有八張以圖文描述各種當時的物理裝置的版面，包括液體壓力表（流体静力学）、透镜與稜鏡（折射）、以及各種简单机械。書中對於電學的涵蓋較少，但同時也探討了許多各種不同的主題，比如力學、磁學、天體力學、流體拖曳實驗、礦物學和人體解剖學。此外，這些教科書也提供了大量的參考文獻。
亞斯林斯基在1750年代出版的教科書一定程度上地使用了不正確的笛卡爾漩渦力學，而非如同1770年代時霍瓦特所出版的、完全採納牛頓力學的教科書。事實上，現代牛頓力學（1687年）直至1760年代和1770年代才在匈牙利得到廣泛的接受。在1616年到1759年（也就是《普通物理學》和《特殊物理學》首次出版後三年）之間，耶穌會科學家不能出版公然支持哥白尼太陽系模型的課本，即使日心說可以與其他理論（比如在《特殊物理學》中有介紹的托勒密模型）一起在課本中被介紹。然而，由於特爾納瓦在1755年至1773年間有一個天文觀測臺，歷史學家們推測當地的耶穌會教授應已觀測到一些足以使他們相信日心說是正確的證據。事實上，亞斯林斯基在他的課本中也基本拒絕採用托勒密的方法學。
1783年1月，亞斯林斯基於羅日尼亞瓦過世，享壽67歲。